# Johannes Flint
Johannes Flint (døbt 15. august 1778 i København – 25. februar 1823 sammesteds) var en dansk kobberstikker, bror til Andreas, Niels og Ole Flint (den yngre).
Flint var søn af Ole Nielsen Flint, tømrer, siden kobberstikker ved Søetaten (1739 - 8. januar 1808) og Anna Hansdatter født Thomsen (1742-1801).
Han vandt - efter mindst syv års studier - 1800 den lille sølvmedalje ved Kunstakademiet for en tegning efter levende model, men gik ikke videre. Han kendes kun som bosat i København til 1815, medens dog hans eneste kendte stik Domkirken og Klokketårnet (det skæve tårn) i Pisa er fra 1818. Prospektet har ført til en formodning om, at Flint rejste til Italien lige som sin ældre bror Niels. Der kendes også to små, ovale portrætraderinger, hvor modellen er set i profil: Claus Pavels, biskop over Bergens Stift og Lorentz Fjelderup Lassen, kaptajn ved Søetaten. 
Han var ugift og er begravet på Assistens Kirkegård.